# Epiplatys spilargyreius
 Epiplatys spilargyreius és una espècie de peix de la família dels aploquèilids i de l'ordre dels ciprinodontiformes.

## Morfologia
Els mascles poden assolir els 5 cm de longitud total.

## Distribució geogràfica
Es troba a Àfrica: Senegal, Guinea Bissau, Guinea, Mali, Burkina Faso, Costa d'Ivori, Ghana, Benín, Nigèria, el Txad, Camerun, República Centreafricana, República Democràtica del Congo i Sudan.